# Palacio Ortiz Basualdo (Embajada de Francia)
El Palacio Ortiz Basualdo, en Cerrito 1390 esquina Arroyo, Buenos Aires, Argentina, es un exponente de la arquitectura Beaux Arts, que fue diseñado en 1912 para el matrimonio de Daniel Ortiz Basualdo y Mercedes Zapiola. 
Es sede de la Embajada de Francia desde 1939.

## Historia

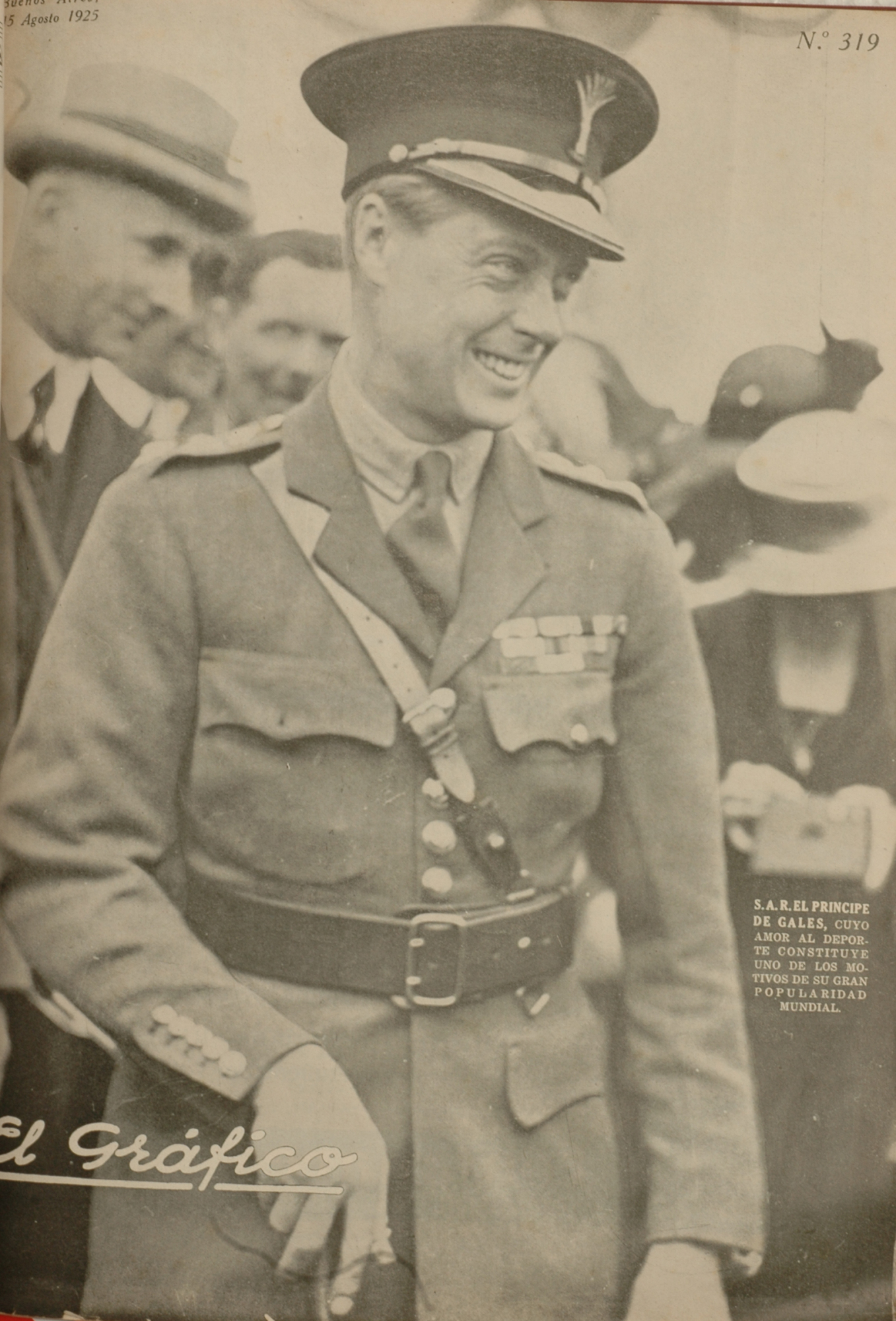
Eduardo VIII del Reino Unido durante una visita de estado en Argentina, 1925.

Fue diseñado en 1912 por el arquitecto francés Paul Pater (quien también proyectó el edificio del Tigre Club, hoy día Museo de Arte de Tigre) para el matrimonio de Daniel Ortiz Basualdo y Mercedes Zapiola. Debido a que tuvo que regresar en 1914 a Francia para luchar en la Primera Guerra Mundial, la obra concluyó 6 años más tarde bajo la dirección de su socio, Eugenio Gant Ner.
La mansión fue escenario de una activa vida social. En 1925, durante la presidencia de Marcelo T. de Alvear, cuando tanto el barrio como el país se hallaban en su apogeo, sirvió de residencia oficial al príncipe de Gales.
En 1939, luego del fallecimiento de Daniel Ortiz Basualdo, su esposa vendió la residencia al gobierno francés, quien tomaría posesión definitiva del palacio al transformarlo en sede de su embajada en Argentina.
En 1970, ante el proyecto de ensanche de la Avenida 9 de Julio, el edificio corrió el riesgo de ser demolido junto al palacio Alzaga Unzué, actual hotel Four Seasons. Finalmente se evitó la demolición.

## Arquitectura

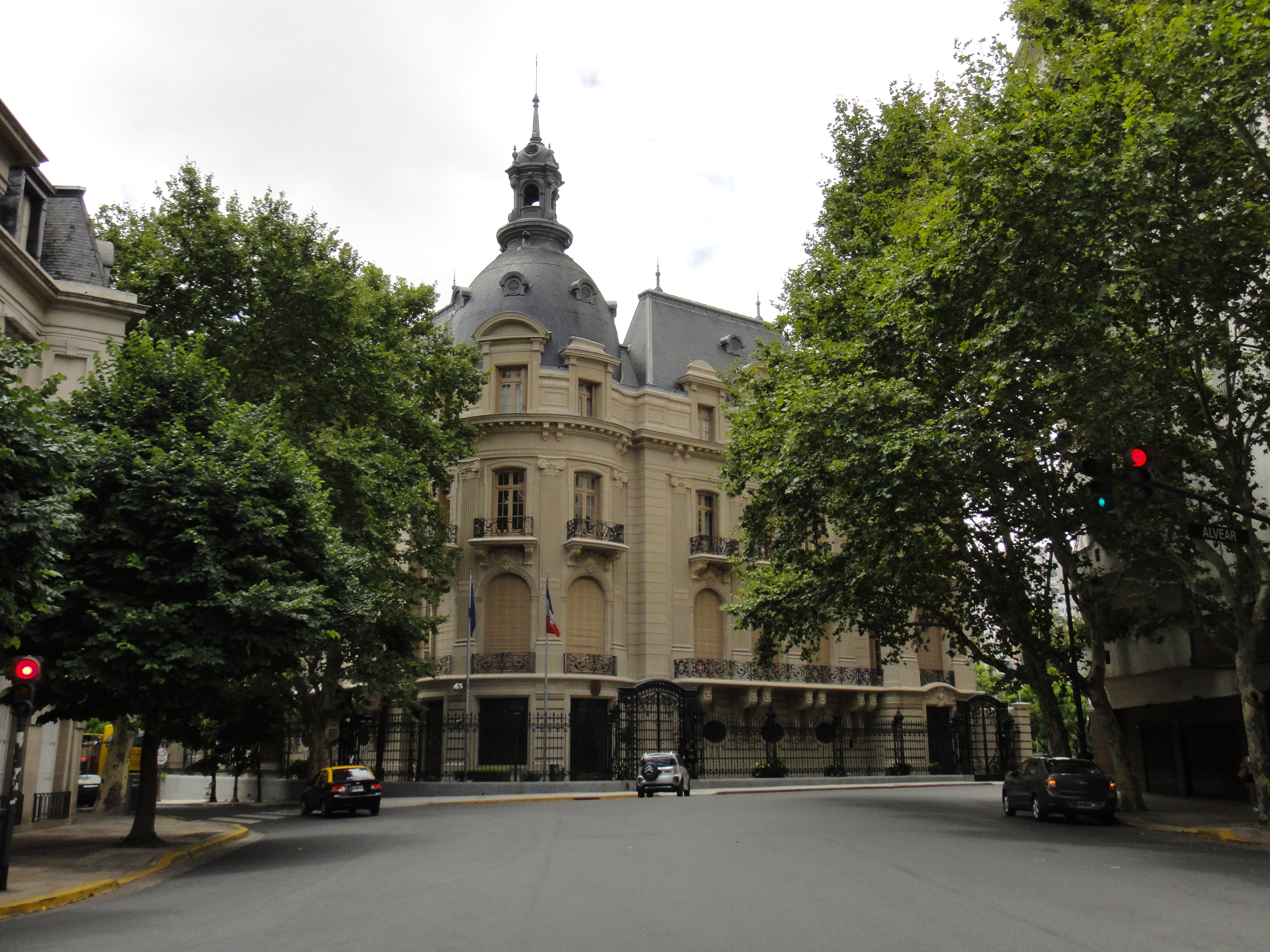
El palacio visto desde la Plaza Carlos Pellegrini.

La notable y difundida influencia francesa en la arquitectura Argentina tiene un excepcional ejemplo en el Palacio Ortiz Basualdo. Gran exponente de la arquitectura Beaux Arts, en diferente escala, esta obra es, como la Opera de París de Charles Garnier, una lección de inserción en el tejido urbano, y de correspondencia entre masas exteriores y espacios interiores, y una original recreación de elementos arquitectónicos de la tradición francesa.
El edificio, ubicado en Cerrito 1390 esquina Arroyo, se establece como un excelente remate de la Avenida Alvear, y opera como un cierre hacia el este del otrora armónico conjunto edilicio que rodeaba a la plaza Carlos Pellegrini.
La idea del arquitecto Pater fue adaptar la tipología del castillo campestre francés a las limitaciones del terreno de 1600 m². El planteo general del edificio es una sagaz reelaboración del tradicional hôtel particulier francés de cuatro niveles: basamento, planta noble, planta de habitaciones particulares y mansarda. Prototipo en vigencia desde el siglo XVII, las versiones más grandiosas emulan las magníficas composiciones de famosos castillos del Grand Siècle, y en este caso resuenan ecos de ejemplos como Vaux-Le-Vicomte o Maisons-Laffitte. 
Las fachadas se encuentran revestidas en símil piedra París, con almohadillado simulado y ornamentación premoldeada que va siendo más sutil a medida que va tomando altura. La herrería del perímetro enmarca el pequeño jardín sobre las calles Arroyo y Cerrito. El jardín posterior se usa como patio de servicio, habilitando aberturas en los salones hacia la calle.

### Construcción
La construcción está estructurada como un edificio compacto de composición central, integrado por dos salas articuladas al cuerpo de la cúpula, y dos pabellones en sus extremos que cierran el inmueble. Los techos a 4 aguas de las fachadas principales están levemente retirados en relación con la cúpula central, destacándose esta por su mayor altura y por su remate del campanario con su pináculo que enfatiza su carácter de pivote de la composición del conjunto. La cubierta es de pizarra y zinguería (adaptación argentina del francés zinguerie, en referencia a los trabajos de zinc) ornamental en pináculo de cresta, realzando el juego volumétrico de los techos.
Las fachadas principales, de composición simétrica, ensamblan los distintos niveles con la clara intencionalidad de destacar y unir visualmente los pisos principales. Esto se plasma con pilastras jónicas que, partiendo del basamento, enlazan las dos cornisas que recorren horizontalmente las fachadas.
El nivel de uso social posee grandes aberturas de medio punto unidas por balcones corridos, destacándose la herrería trabajada y sostenido por ménsulas recubiertas con guirnaldas, abanicos, hojas de acanto, y otros ornamentos. El segundo piso se abre con balcones individuales con aberturas rectas.
A diferencia del basamento, el resto de las fachadas mantiene las líneas compositivas generales diseñadas contemplando el futuro ensanche de la avenida 9 de julio, salvo la fachada sur, que requirió una intervención para integrarla debido a que el edificio de al lado sufrió demolición.
El basamento es cerrado, solo presenta aberturas ovales, como también el nivel de la mansarda posee un aventamiento ornamental más pequeño y sin balcones.

### Distribución

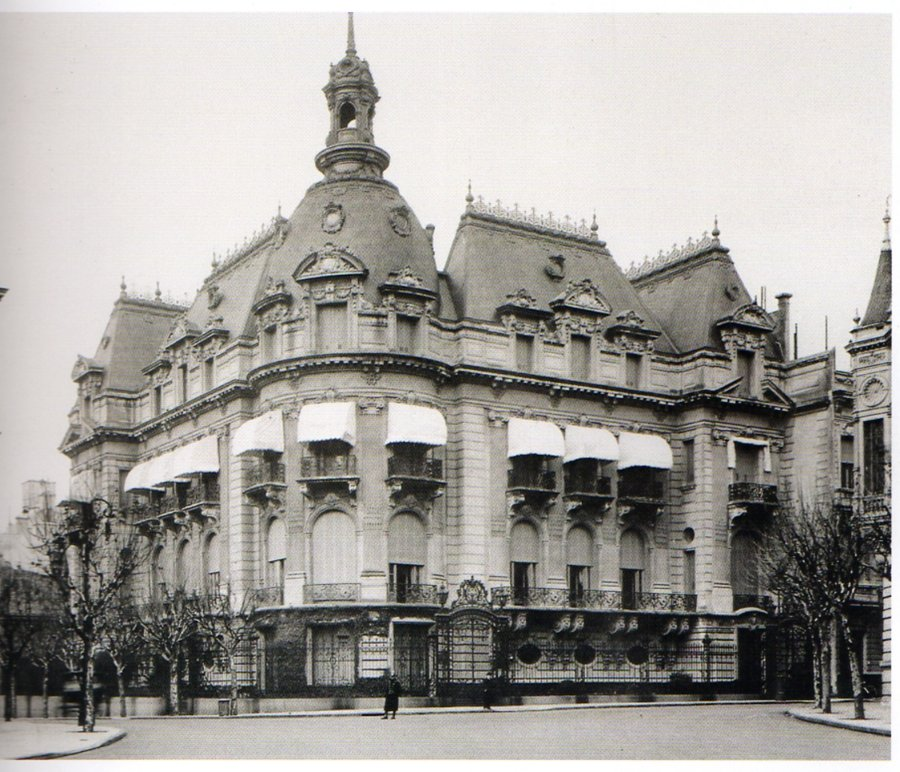
Aspecto original de la residencia. Mucha de su ornamentación fue luego quitada.

Uno de los elementos principales de esta tipología es la simetría como elemento ordenador en la disposición de los diferentes locales.
En el basamento se alojaban los servicios, al igual que en el tercer piso (mansarda) que completaba este sector. El piso noble, situado en el primer piso, y destinado a los usos sociales, contaba con múltiples salones. El segundo piso, al que se accede por una escalera independiente, estaba dedicado a la vida familiar.
En la actualidad, tanto el segundo piso como el tercero están destinados a las oficinas de la embajada. Mientras que el primero mantiene su uso social con carácter protocolar.
El habitual esquema de cuerpo central, alas laterales y pabellones extremos se repite aquí pero sin generar un cour d'honneur ni una terraza. Estos elementos se pliegan hacia atrás, rotando sobre el eje central y de simetría de la composición. Se produce así una suerte de expansión del espacio por delante, que abarca la plaza, reciclándola como verdadera cour del palacio. Preside la organización de los distintos volúmenes el torreón cilíndrico de la esquina coronado por una cúpula revestida de pizarra y una linterna ejecutada en cinc.
La entrada principal se ubica en el sector inferior del torreón de esquina y es el ámbito de transición entre el exterior y los espacios interiores. Este pórtico circular, rotonda de acceso a la sede diplomática y perforado por tres amplios portales y un ventanal, sirve de descenso a cubierto desde los coches. A continuación de un pequeño palier cuadrado se sucede el hall de entrada, vestíbulo de acceso, también circular, cuya decoración se basa en el despliegue de los mármoles polícromos del piso, revestido de piso a techo con una boiserie y ritmado con pilastras corintias.
La Escalera de Honor y los salones de recepción del primer piso: Esta recreación de estilos ingleses que caracteriza la entrada principal se repite en la decoración de la Escalera de Honor y el hall circular del primer piso.
En el hall circular aparecen motivos de los siglos XVII y XVIII como la ventana neopalladiana que ilumina la caja de la escalera, las barandas talladas de línea Chippendale, los vanos aporticados de inspiración Reina Ana realizados por la casa de decoración inglesa Waring and Gillow y las pinturas de puertos famosos. Este salón es sin dudas el corazón de la planta principal. Merecen una mención especial el portal y el cielo raso de la antecámera.
Pero el verdadero hallazgo en la composición de los espacios de este nivel, reflejo del esquema general del edificio, es la serie de enfiladas de salones de excelentes proporciones, decorados en distintos estilos.
La biblioteca, con su apertura hacia el jardín posterior, es una recreación del gótico tardío inglés. Su chimenea tiene motivos del primer Renacimiento.
A continuación de la biblioteca se encuentra el Salón de Billard o fumoir, combinación de revestimientos y cielo raso estilo tudor con gran chimenea inspirada en el renacimiento francés. En este salón se puede ver una producción de mapas antiguos del Río de La Plata. Aquí están hoy expuestos los retratos de todos los Embajadores de Francia que se sucedieron a lo largo de 65 años de historia del Palacio.
Al salir del Salón de Billard se destaca el Salón más importante del plano noble, el Salón de Baile o de Honor, reinterpretación de una versión más temprana del estilo Luis XV. La chimenea en márbol tallado y bronce cincelado, el gran panel central con pintura alegórica en el cielo raso y el detalle del medallón del cielo raso con figuras mitológicas merecen una mención especial. También de gran interés son el busto del Rey Henri IV, las tallas doradas e instrumentos musicales en la boiserie, y paneles con pintura decorativa sobre los espejos. Al igual que los otros salones principales se jerarquiza con arañas de cristal baccarat.
El Salón de Baile se abre sobre la Sala de Música, salón redondo de estilo Luis XV, con motivos chinescos. De gran interés son los espejos, las consolas y sus cartelas con tallas alusivas. Este salón es el epicentro del conjunto y constituye un privilegiado punto de vista hacia el exterior y hacia los interiores organizados según tres ejes. Uno hacia atrás, que enhebra el pequeño palier cuadrado, el hall circular, la escalera de Honor y la fuga por el ventanal hacia el jardín posterior. Otro, hacia la derecha que reúne el salón de Baile, el salón de billard y la biblioteca.
El eje restante enlaza hacia la izquierda el gran comedor que emula al del Palacio Real de Oslo, dentro de un indefinible estilo barroco inglés, y se mantiene con su decoración original. Uno puede admirar los detalles alegóricos, espejos y pinturas murales representando naturalezas secas y un magnífico mobiliario para 24 comensales, enmarcado con una gran guarda perimetral en el piso de parquet. Este salón sirve ahora de sala de reunión, con el jardín de invierno y su decoración inspirada del estilo Tudor con su generoso bow-window con valiosas maderas en bajo relieve. En el jardín de invierno también podemos encontrar 4 enormes jarrones de porcelana con escenas de la vida del Emperador Napoleón, dando cierto estilo a ese espacio. La mayor parte de los materiales fueron traídos de Europa.

## Intervenciones
Se realizaron varias intervenciones tanto a principios de la décadas del 90´, y entre los años 1998 y 2000, que pudieron revertir algunos desajustes pero introdujeron otros que no hicieron más que agravar ciertos inconvenientes que ya existían en el edificio.
La primera reforma fue llevada adelante por los arquitectos Juan Carlos Poli, Carlos María Casano y Alfredo Zubillaga en 1994. Esta intervención incluyó la restauración de todos los muros exteriores, carpinterías, balcones, rejas, cubiertas, zinguería, reposición del campanile, entre otras cosas. La mayor modificación que se realizó fue el comportamiento de la fachado sur, que consistió en transformar lo que fuera un muro medianero previo a las demoliciones del sector para la construcción de la Avenida 9 de julio.
La segunda intervención se desarrolló en el interior de la residencia, y estuvo a cargo del estudio Julio Lala, Bief y Asociados, entre 1998 y 2000. Los trabajos realizados fueron los siguientes: La actualización de los servicios sanitarios, la provisión y puesta a punto de un sistema de acondicionamiento del aire central y la renovación de las instalaciones de electricidad, telefonía e iluminación de la Embajada. También se incorporó un subsuelo para poder instalar todos los equipos, llevándose a cabo un gran movimiento de suelos y tareas de submuración.

## Datos de interés
Este edificio se inscribe en el área de protección histórica, (APH) número 30. Tiene protección estructural a nivel municipal y fue declarado bien de interés artístico nacional.
En 2010 se llamó a concurso para el diagnóstico de patologías y, en 2011, en una convocatoria cerrada, se licitó la puesta en valor de la embajada. Esta valoración se sustenta porque el Palacio Ortiz Basualdo se encuadra claramente entre los inmuebles de mayor valor patrimonial del periodo de 1910-1930 que se han preservado, aunque su uso original caducó. No solo es un espléndido edificio que resistió el paso del tiempo, sino es una pieza urbana significativa, testimonio de aquella Argentina opulenta que se miraba en el espejo de la Ciudad Luz.
En la puerta de la delegación diplomática hay una placa, colocada en 1996, en recuerdo y conmemoración de los desaparecidos franceses durante la última dictadura militar en este país.
Durante las jornadas europeas del patrimonio, en la primavera de 2011, abrió las puertas al público, teniendo una amplia convocatoria ávida de conocer esta pieza del patrimonio cultural de la ciudad de Buenos Aires.